# 테네시주의 대학 목록
다음은 테네시주의 대학 목록이다.

## 기관
- 오스틴 피 주립 대학교
- 칼슨뉴먼 대학교
- 미드 아메리카 침례신학대학교
- 미들테네시 주립 대학교
- 테네시 주립 대학교
- 테네시 공과 대학교
- 투스큘럼 칼리지
- 멤피스 대학교
- 테네시 대학교
- 밴더빌트 대학교

## 폐교
- 램버스 대학교

## 같이 보기
- 미국의 대학 목록
- 대학 목록